# Caulobacter vibrioides
Caulobacter crescentus
Espèce
Synonymes
- Caulobacter crescentus Poindexter, 1964[2],[3],[4]

Caulobacter vibrioides (anc. Caulobacter crescentus) est une espèce de bactéries gram-négatives vivant dans les milieux aquatiques comme les lacs et les rivières. C’est une bactérie oligotrophe capable de croître dans les habitats pollués, grâce à des gènes impliqués dans la résistance aux métaux de transition et aux stress oxydants,.
Cette bactérie se présente sous deux formes très différentes : une forme non réplicative mobile grâce à un flagelle et une forme réplicative fixée munie d'un pédoncule. Alors que la forme mobile permet la dissémination et la recherche de nutriments, la forme fixée est le siège de la réplication. Lorsque les conditions sont favorables, la forme mobile se différencie vers la forme fixée pour se diviser de manière asymétrique et polarisée : une cellule mère fixée se divise alors en une cellule fille fixée et une cellule fille mobile.
C. vibrioides est utilisée comme modèle dans l’étude de la régulation du cycle cellulaire procaryote, de la division asymétrique et de la différenciation cellulaire. Le pédoncule confère à la cellule fixée une propriété particulière, l'adhésion, qui met en jeu des macromolécules appelées adhésines à structure polysaccharidique.

## Deux souches
Il existe deux souches de Caulobacter crescentus : la souche originelle CB15 et la souche utilisée en laboratoire NA1000. NA1000 est une souche dérivée de CB15 associée à une pression de sélection induit par l’environnement du laboratoire. Au niveau de la taille du génome, la souche CB15 fait 4,02 mégabases et la souche NA1000 fait 4,04 mégabases. Les deux souches sont génétiquement différentes par la présence de 8 polymorphismes codants, 2 non codants et 1 site d’insertions/suppressions (26 kb).
Ces différences génétiques ont induit des différences phénotypiques entre les deux souches notamment au niveau de l’adhérence, la vitesse de croissance et la synchronisation. La synchronisation est la capacité de séparer physiquement les deux formes cellulaires, flagellées et pédonculées par centrifugation. Alors que la souche CB15 est adhérente (forme fixée), se multiplie lentement et est incapable de se synchroniser, la souche NA1000 n’est pas adhérente, se multiplie plus rapidement et possède la capacité de synchronisation. Cette dernière caractéristique fait de la souche NA1000, la souche prédominante en laboratoire.

## Cycle cellulaire
La forme flagellée mobile, permettant la dispersion, est limitée à la phase G1 de l'interphase. En conditions favorables, la bactérie se différencie en forme pédonculée fixée et permet la réplication du chromosome en phase S. Après la réplication du chromosome, la cellule s'allonge et s'apprête à se diviser en phase G2. La division cellulaire est asymétrique et permet de générer une cellule fixée qui va de nouveau répliquer le chromosome, et une cellule mobile qui va permettre la dissémination dans l'environnement. L'initiation de la réplication, la ségrégation des chromosomes et la cytokinèse constituent les trois grandes étapes du cycle cellulaire.

### Étapes du cycle cellulaire
La première étape, l'initiation de la réplication ne se fait que lorsque la cellule est en phase S quand l'origine de réplication, ori, est accessible. En plus d'être un régulateur transcriptionnel, la protéine CtrA régule le cycle cellulaire : lorsque celle-ci est phosphorylée, elle se lie au niveau de la région ori et inhibe la réplication du chromosome. La protéine CtrA phosphorylée est fortement présente dans les cellules flagellées, puis est déphosphorylée et dégradée après la différenciation en cellule pédonculée, permettant l'initiation de la réplication par la protéine DnaA.
Après la réplication, le chromosome originel et sa copie doivent être distribués aux deux cellules filles. Cette étape est appelée ségrégation des chromosomes et est régulée par le système de partition ParABS. parS est une séquence d'ADN située près de l'ori correspondant à un centromère où se fixe la protéine de fixation ParB. La protéine ParA se fixe au complexe et permet l'hydrolyse de l'ATP entraînant la migration des chromosomes d'une part et d'autre de la cellule bactérienne.

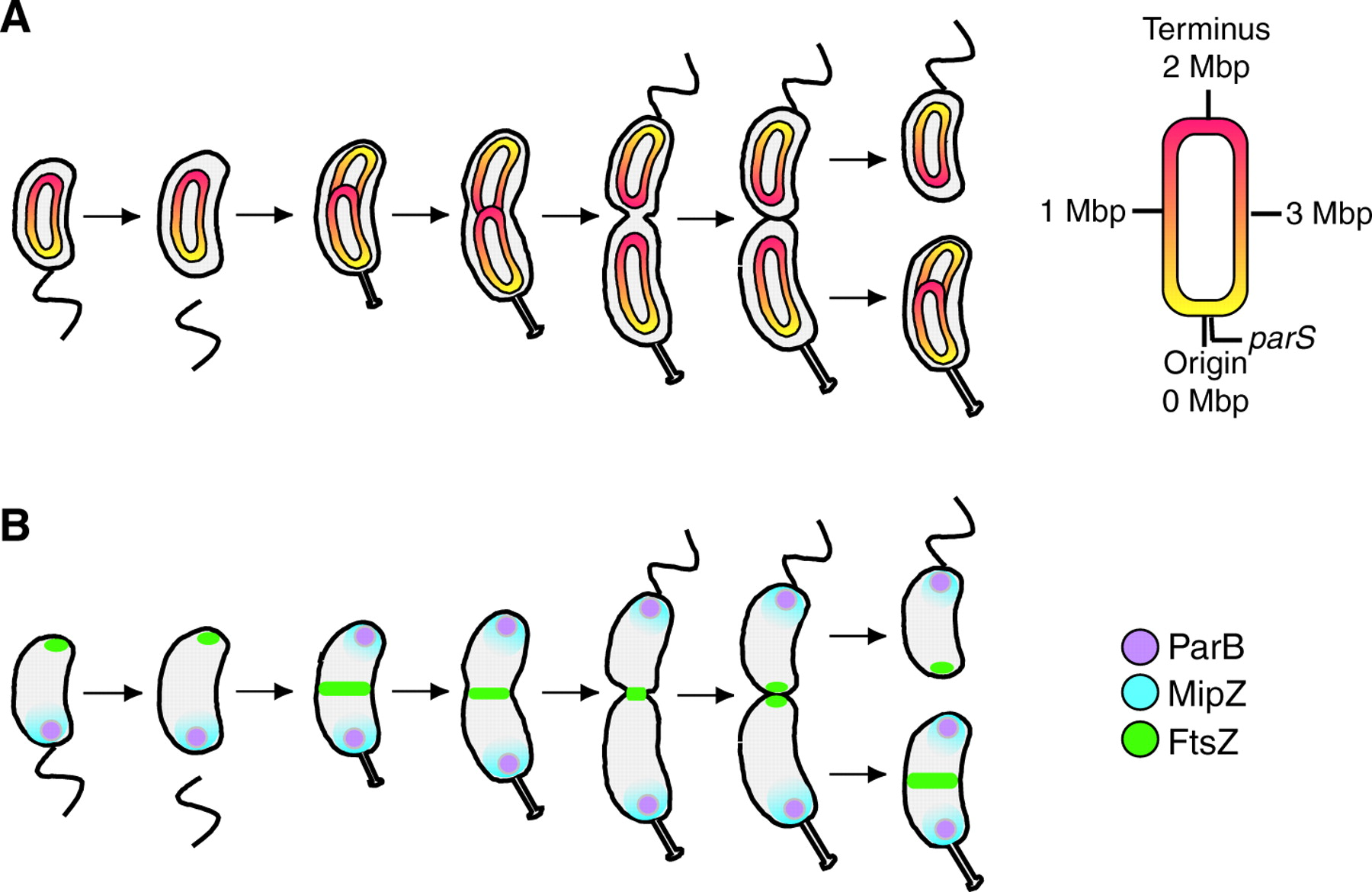
Organisation chromosomique au cours du cycle cellulaire.

La cytokinèse, étape de division en deux cellules filles, débute par l'assemblage de l'anneau Z au centre de la cellule. L'anneau Z est constitué de la protéine FtsZ qui se polymérise et permet de générer les forces constriction essentielles à la division de la cellule. Afin que l'assemblage de l'anneau Z soit bien localisé, il est nécessaire que la polymérisation de FtsZ soit inhibée dans le reste de la cellule. Cette inhibition est exercée par la protéine MipZ recrutée par la protéine ParB créant un gradient de concentration : MipZ est plus important au niveau des pôles et moins important au centre de la cellule. La séparation des deux cellules filles est assurées par plusieurs protéines : FtsEX, un transporteur de type ABC permet l'ancrage de la protéine FtsZ dans la membrane, FtsK, une translocase à ADN permet de transloquer l’ADN qui serait au niveau du septum et le complexe FtsQL permet la stabilité du divisome. Enfin, les protéines FtsN, FtsW et FtsI permettent la biosynthèse et le remodelage du peptidoglycane induisant ainsi la septation et la séparation des deux cellules filles.

### Asymétrie du cycle cellulaire
Le cycle cellulaire chez Caulobacter crescentus permet de générer deux formes cellulaires différentes. Au-delà de la différence structurale, l'assemblage excentré de l'anneau Z permet d'obtenir une cellule fille pédonculée légèrement plus grande que la cellule fille flagellée. Cette asymétrie du cycle est intrinsèquement liée à l'accumulation de différentes protéines à chaque pôle de la cellule : on parle de polarité cellulaire.

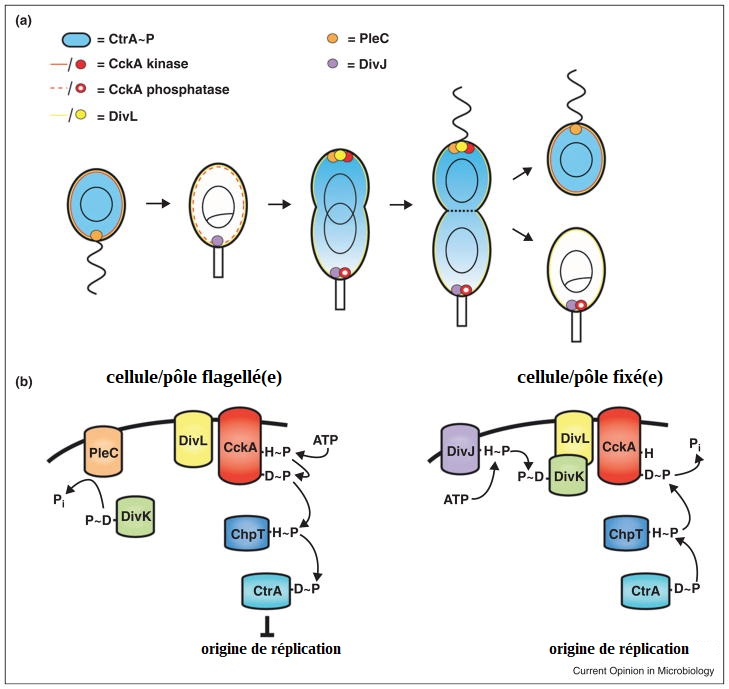
Organisation protéique conditionnant la réplication chez Caulobacter crescentus.

Au niveau protéique, une des différences entre la cellule mobile et la cellule fixée est la concentration en CtrA phosphorylée, protéine régulant la réplication cellulaire. La phosphorylation de la protéine CtrA est contrôlée par un complexe de phosphorelais, dont une unité diverge entre la future cellule flagellée et la future cellule pédonculée. Basiquement, la phosphorylation de CtrA est initiée par la protéine régulatrice Ccka et passe par l'intermédiaire d'une protéine ChpT. L'activation de Ccka dépend de son interaction avec la protéine DivL, complexe qui peut être inhibée par la protéine DivK. Enfin, la phosphorylation de DivK est contrôlée par la phosphatase PleC au pôle de la future cellule mobile et par la kinase DivJ au pôle de la future cellule fixée. La protéine PleC désactive DivK, DivK n'inhibe plus Ccka-DivL, Ccka en tant que kinase est activée et permet la phosphorylation de CtrA, ce qui empêche l'initiation de la réplication dans la future cellule mobile. La protéine DivJ active DivK, DivK peut inhiber Ccka-DivL, Ccka permet la déphosphorylation de CtrA, ce qui permet l'initiation de la réplication dans la future cellule fixée.
La combinaison des protéines ZitP, PopZ et CpaM permet la distinction majeure entre les deux cellules : la présence d'un flagelle ou d'un pédoncule. La protéine doigt de zinc ZitP possède deux fonctions, dépendant du pôle de la cellule. Au pôle de la future cellule mobile, ZitP recrute la protéine effectrice CpaM et permet l'assemblage du flagelle alors qu'au pôle de la future cellule fixée, ZitP s'associe à la protéine PopZ afin de contrôler sa position lors du cycle cellulaire. PopZ est une protéine présente dans les deux pôles de la cellule en division qui interagit directement avec le système ParABS. L'association des protéines ZitP et CpaM au pôle de la future cellule mobile et non au pôle fixée est influencée par le système régulant la réplication cellulaire, DivJ-PleC-DivK.